# Laure Wyss
Pour les articles homonymes, voir Wyss.
 (novembre 2022).
La mise en forme du texte ne suit pas les recommandations de Wikipédia : il faut le « wikifier ».
Les points d'amélioration suivants sont les cas les plus fréquents. Le détail des points à revoir est peut-être précisé sur la page de discussion.
- Les titres sont pré-formatés par le logiciel. Ils ne sont ni en capitales, ni en gras.
- Le texte ne doit pas être écrit en capitales (les noms de famille non plus), ni en gras, ni en italique, ni en « petit »…
- Le gras n'est utilisé que pour surligner le titre de l'article dans l'introduction, une seule fois.
- L'italique est rarement utilisé : mots en langue étrangère, titres d'œuvres, noms de bateaux, etc.
- Les citations ne sont pas en italique mais en corps de texte normal. Elles sont entourées par des guillemets français : « et ».
- Les listes à puces sont à éviter, des paragraphes rédigés étant largement préférés. Les tableaux sont à réserver à la présentation de données structurées (résultats, etc.).
- Les appels de note de bas de page (petits chiffres en exposant, introduits par l'outil «  Source ») sont à placer entre la fin de phrase et le point final[comme ça].
- Les liens internes (vers d'autres articles de Wikipédia) sont à choisir avec parcimonie. Créez des liens vers des articles approfondissant le sujet. Les termes génériques sans rapport avec le sujet sont à éviter, ainsi que les répétitions de liens vers un même terme.
- Les liens externes sont à placer uniquement dans une section « Liens externes », à la fin de l'article. Ces liens sont à choisir avec parcimonie suivant les règles définies. Si un lien sert de source à l'article, son insertion dans le texte est à faire par les notes de bas de page.
- La présentation des références doit suivre les conventions bibliographiques. Il est recommandé d'utiliser les modèles {{Ouvrage}}, {{Chapitre}}, {{Article}}, {{Lien web}} et/ou {{Bibliographie}}. Le mode d'édition visuel peut mettre en forme automatiquement les références.
- Insérer une infobox (cadre d'informations à droite) n'est pas obligatoire pour parachever la mise en page.

Pour une aide détaillée, merci de consulter Aide:Wikification.
Si vous pensez que ces points ont été résolus, vous pouvez retirer ce bandeau et améliorer la mise en forme d'un autre article.

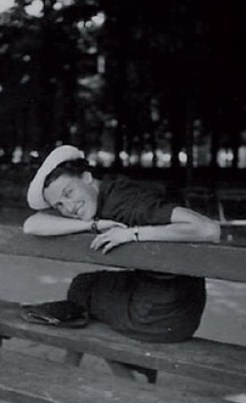
Laure Wyss avec un chapeau blanc

Laure Elisabeth Wyss (née le 20 juin 1913 à Bienne et morte le 21 août 2002 à Zurich) est une écrivaine suisse et pionnière des médias. Elle a accompagné en Suisse l’émancipation des femmes et, en qualité d’écrivaine et de journaliste, elle a donné une voix aux femmes.

## Vie et œuvre
Laure Wyss naît en 1913 à Bienne. Elle est la fille cadette de Werner Wyss, notaire et membre PRD du Conseil de Ville et du Grand Conseil, et d’Anna-Bertha Wyss-Uhlmann, femme au foyer. Sa sœur ainée Hilde a deux ans de plus qu’elle. Son grand-père paternel, Jakob Wyss, est le fondateur et recteur du Gymnase de Bienne alors que sa grand-mère paternelle est la fille d’un vigneron de Douanne. Son grand-père maternel est le représentant de La Mobilière Suisse à Bienne. Sa grand-mère maternelle exploite un commerce, dans lequel elle vend des articles de couture, des tricots et des denrées coloniales, telles que du café.

### Scolarité et formation
Laure Wyss grandit à Bienne jusqu’en 1926. La même année, la famille déménage dans la maison qu’ils avaient construite à Evilard, village rural et lieu d’excursion situé sur les hauteurs de Bienne. De 1926 à 1932, Laure Wyss suit le Gymnase à Bienne, qui avait par le passé été dirigé par son grand-père. Après sa maturité, elle part à Paris, où elle cherche une place de travail comme jeune fille au pair.
En octobre 1932, elle s’inscrit en Faculté de lettres à l’Université de Paris. Elle y suit des cours de littérature française et d’art contemporain. Après son séjour à Paris, en été 1933, Laure Wyss fait un stage de six mois dans l’étude de notaire de son père, lequel souhaite que sa fille entame des études de droit. En automne, elle s’inscrit à l’Université de Zurich, pour étudier l’allemand et le français. Elle obtient le diplôme d’enseignante du degré secondaire spécialisée dans l’enseignement du français et de l’allemand. Elle passe le semestre d’hiver 1934/1935 à l’Université Friedrich-Wilhelm de Berlin (aujourd’hui Université Humboldt de Berlin) et y suit des cours de philosophie. Elle tombe amoureuse de Ernst Zietzschmann, le frère d’une amie d’études (Hanni Guanella). Après des études d’architecture en Allemagne, celui-ci obtient son diplôme à Zurich. Ils se marient en 1937. À cette époque, Ernst Zietzschmann vivait et travaillait depuis un an à Stockholm.

### Années de guerre à Stockholm et à Davos
De 1937 à 1942, Laure Wyss vit à Stockholm avec son époux. Elle est femme au foyer et apprend les langues scandinaves, telles que le suédois, le danois et le norvégien. À cette époque, elle fait connaissance du sociologue libéral-conservateur Berthold Josephy, lequel était juif et avait fui l’Allemagne. Une amitié marquante lie Laure Wyss à Berthold Josephy, qui consacre ses écrits aux thèmes du libéralisme et du socialisme. 
À cette époque, le Dr. Arthur Frey dirige le service de presse protestant suisse et la maison d’édition Evangelischer Verlag à Zurich-Zollikon. Il confie à Laure Wyss la traduction de documents en suédois, norvégien et danois provenant des mouvements de résistance des églises scandinaves contre les troupes allemandes d’occupation. Elle traduit également des textes d’Eivind Berggrav, évêque d’Oslo, qui joue un rôle moteur dans l’Église confessante de Norvège. Elle traduit des sermons du pasteur danois Kaj Munk, assassiné par les nazis. En 1942, Laure Wyss et Ernst Zietzschmann retournent en Suisse et emménagent à Davos.

### Vie professionnelle en Suisse
Huit ans après son mariage avec Ernst Zietzschmann, Laure Wyss divorce en 1945, quelques semaines avant la fin de la guerre. La même année, elle déménage à Zurich, où elle commence à travailler en tant que journaliste libre. En 1949, elle donne naissance à son fils Nikolaus Wyss, qu’elle élève seule tout en travaillant. Laure Wyss prend un emploi fixe de journaliste pour avoir un salaire régulier. En 1975, elle prend sa retraite, mais continue de travailler comme journaliste libre et chroniqueuse judiciaire. Elle commence à écrire des textes littéraires à un âge avancé.
Elle vit à Zurich et sur la côte atlantique française, en Charente-Maritime. Sur le plan privé, elle est proche de Karl Schmid, philologue et germaniste suisse. Elle meurt le 21 août 2002 à Zurich à l’âge de 89 ans. Elle est enterrée au cimetière Rehalp, à Zurich. 
Ses archives sont conservées aux Archives littéraires suisses à Berne.

### Journaliste
En 1942, Laure Wyss rencontre l’éditeur et rédacteur du journal Davoser Revue, Jules Ferdmann, qui lui permet de découvrir le métier de journaliste. Le premier article de Laure Wyss parait en décembre 1943 dans le journal Davoser Revue. Il s’agit d’une critique littéraire du bestseller suédois Britta Bölja de Tora Feuk. 
Après la fin de la guerre, Laure Wyss travaille de 1946 à 1948 comme journaliste au service de presse protestant suisse. Elle voyage en Pologne, pays alors détruit par la guerre, et écrit des articles sur les projets caritatifs qui y étaient menés. Dès 1949, elle travaille comme journaliste libre. De 1950 à 1962, Laure Wyss est responsable de la rédaction d’un hebdomadaire féminin, supplément des journaux Luzerner Tagblatt, Aargauer Zeitung, Zürichsee-Zeitung, Schaffhauser Nachrichten et Glarner Nachrichten. Ce cahier hebdomadaire compte quatre pages, toutes dédiées à la mode, aux recettes de cuisine et aux articles sur la vie quotidienne. Dans le cadre de ce qui lui est possible d’écrire, Laure Wyss s’engage pour l’autodétermination et l’activité professionnelle des femmes.
Dès 1958, Laure Wyss est parmi les premières à travailler pour la télévision suisse (Schweizer Fernsehen), où elle développe de nouveaux formats. Elle lance et anime l’émission Magazin für die Frau. Elle dirige également de 1962 à 1968 la première émission de débat de la télévision alémanique, intitulée Unter uns. 
En 1963, le journal Tages-Anzeiger commence à publier son édition du week-end TA 7. Laure Wyss est aussi responsable de l’hebdomadaire Extrablatt der Jugend, qui parait chaque mercredi comme supplément du Tages-Anzeiger. De 1970 à 1975, elle est responsable du nouveau magazine Tages-Anzeiger Magazin (aujourd’hui : Das Magazin), qu’elle développe avec Peter Frey et Hugo Leber. Le titre Make war not love – Frauen gegen Männer de la première édition de ce magazine, publiée en février 1970, choque et fait du bruit bien au-delà des frontières suisses,.
Le Tages-Anzeiger Magazin était le premier magazine du week-end en quadrichromie d’un quotidien germanophone. Il se caractérisait par un journalisme littéraire éclairé et une mise en page moderne. Laure Wyss défend un journalisme d’opinion. Grâce à ses éditoriaux et articles critiques, elle devient l’une des défenseuses des mouvements des femmes. Elle encourage des jeunes journalistes comme Niklaus Meienberg, Hugo Loetscher, Jürg Federspiel et Isolde Schaad. 

### Auteure
Le premier livre de Laure Wyss parait en 1976. Intitulé Frauen erzählen ihr Leben. 14 Protokolle, il dresse le portrait de quatorze Suissesses. Ses comptes rendus d’entretiens s’inscrivent dans le courant de la littérature documentaire des années 1970 (Erika Runge, en RFA, et Maxie Wander ainsi que Sarah Kirsch, en RDA, publient également des comptes rendus littéraires d’entretiens avec des femmes).
En 1978, Laure Wyss publie son ouvrage principal, Mutters Geburtstag, qui reflète sa vie de mère célibataire et professionnellement active.
Das rote Haus, son seul roman, paraît en 1982. Dans ce livre, une mère célibataire, une journaliste et une femme au foyer recherchent un sens à leur vie. Comme dans Mutters Geburtstag, on y trouve des parallèles avec la vie de Laure Wyss. 
Elle publie également des nouvelles, un recueil d’œuvres journalistiques et des poèmes. La maison d’édition Limmat Verlag publie à titre posthume le recueil Wahrnehmungen, contenant ses derniers récits.

### Prix et distinctions
Parmi les principales distinctions qu’elle a obtenues, Laure Wyss a notamment reçu en 1982 le prix Schiller ZKB pour Ein schwebendes Verfahren, le Prix de la Fondation Schiller suisse pour l'ensemble de ses œuvres en 1998 et le Grand Prix de littérature du Canton de Berne en 1998 également. 

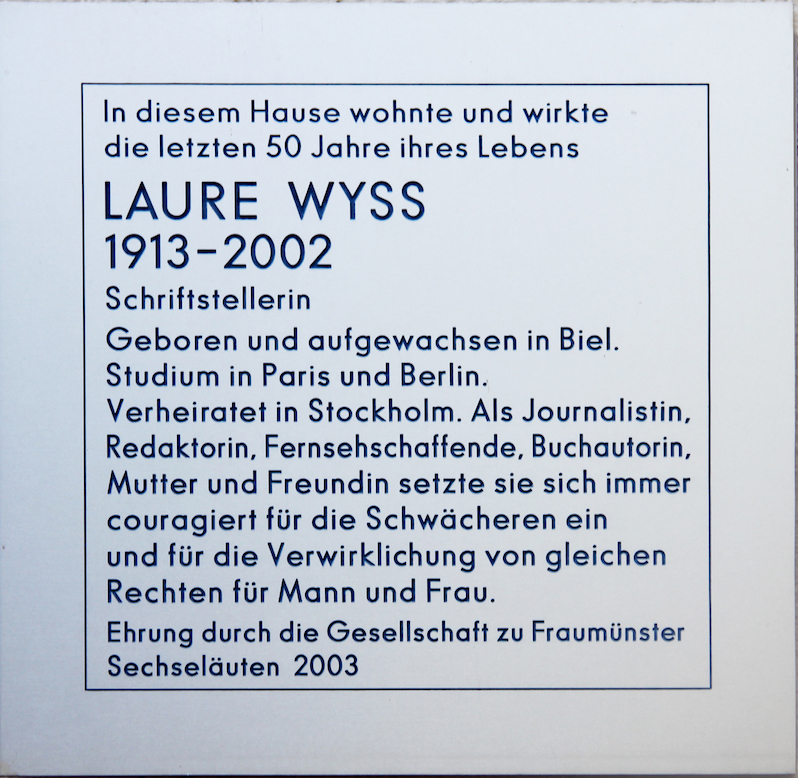
Plaque commémorative à Zurich (Winkelwiese 6)

## Hommage
Un hommage lui est rendu en 2021 à Bienne : une statue à son effigie est exposée sur la place Robert-Walser, dans le cadre d'une exposition intitulée « ExceptionnELLES », au côté de quatre autres personnalités féminines régionales pour célébrer le 50e anniversaire du droit de vote des femmes en Suisse,.
En 2019 une place de la ville de Bienne a été nommée en son honneur : l'Esplanade Laure Wyss.

## Œuvres
- Frauen erzählen ihr Leben. 14 Protokolle, Nachwort von Lilian Uchtenhagen, Huber, Frauenfeld, 1976.
- Mutters Geburtstag, Huber, Frauenfeld, 1978.
- Ein schwebendes Verfahren, Kindler, München, 1981.
- Das rote Haus, Huber, Frauenfeld, 1982.
- L'Anniversaire de maman, traduction de Gilbert Musy, L'Aire, Vevey, 1982.
- Tag der Verlorenheit, Huber, Frauenfeld, 1984.
- Liebe Livia, Limmat, Zürich, 1985.
- Was wir nicht sehen wollen, sehen wir nicht, herausgegeben von Elisabeth Fröhlich, Limmat, Zürich, 1987.
- Das blaue Kleid und andere Geschichten, Limmat, Zürich, 1989.
- Lascar, Limmat, Zürich, 1994.
- Weggehen ehe das Meer zufriert, Limmat, Zürich, 1994.
- Briefe nach Feuerland, Limmat, Zürich, 1997.
- Rascal, Limmat, Zürich, 1999.
- Schuhwerk im Kopf und andere Geschichten, Limmat, Zürich, 2000.
- Avant que la mer ne se fige, traduction d’Anne Cuneo, Bernard Campiche, Orbe, 2001.
- Protokoll einer Stunde über das Alter, Moritz Leuenberger im Gespräch mit Laure Wyss, Limmat, Zürich, 2002.
- Wahrnehmungen und andere Geschichten, herausgegeben von Tobias Kaestli und Hans Baumann, Limmat, Zürich, 2003.